# Rosalindo Salerio
Rosalindo Salerio (fl. XX secolo) è stato un calciatore italiano, di ruolo portiere.

## Carriera
Dopo aver militato nel Legnano e nel Novara, disputa 8 gare in Divisione Nazionale nella stagione 1927-1928 con la maglia della Pro Patria.